# Dia da Autonomia
O Dia da Autonomia, celebrado na Madeira a 2 de abril, é um feriado que assinala a data da aprovação da Constituição de 1976, que reconheceu a autonomia política e administrativa dos arquipélagos da Madeira e dos Açores; 

## História
No dia 27 de novembro de 2024, a Assembleia Legislativa da Madeira aprovou por unanimidade a instituição do dia 2 de abril como feriado regional conhecido como Dia da Autonomia. Esta data comemora a aprovação da Constituição Portuguesa, em 2 de abril de 1976, que concedeu autonomia política e administrativa aos arquipélagos da Madeira e dos Açores, assinalando um marco significativo na evolução democrática de Portugal após a Revolução dos Cravos de 25 de abril de 1974.
A proposta para a criação deste feriado foi apresentada pela Comissão para as Comemorações do 50º Aniversário da Autonomia, presidida pelo ex-Vice-Presidente do Governo Regional, João Cunha e Silva, e contou com o apoio unânime de todos os partidos representados no parlamento regional. O Dia da Autonomia tem como objetivo celebrar a conquista histórica do autogoverno e os avanços políticos, econômicos, sociais e culturais alcançados tanto na Madeira quanto no Porto Santo. Esse novo feriado se diferencia do Dia da Madeira, celebrado em 1º de julho, que rememora a descoberta do arquipélago.
O diploma que estabelece o Dia da Autonomia foi encaminhado pelo Representante da República para publicação nos diários oficiais da Madeira e de Portugal. Ele entrará em vigor assim que for publicado, permitindo que a primeira comemoração ocorra em 2 de abril de 2025.

### Crítica
Nuno Morna, único representante da Iniciativa Liberal na Assembleia Legislativa da Madeira, manifestou reservas significativas quanto à data escolhida para o Dia da Autonomia da Madeira. A data, que remete à aprovação da Constituição Portuguesa de 1976 — responsável por conceder autonomia aos arquipélagos da Madeira e dos Açores —, foi motivo de reserva para Morna. Ele apontou seu desconforto devido ao preâmbulo da Constituição, que faz referência ao 25 de Abril de 1974 como uma transição para a construção de uma sociedade socialista, algo que ele considera ideologicamente problemático.
Morna argumentou que 4 de abril seria uma data mais adequada para o feriado. Neste dia, em 1931, ocorreu a Revolta da Madeira — um episódio em que a população madeirense tomou as ruas e, ao longo de um mês, exerceu decisões independentes para a ilha. Ele descreveu esse evento como "um ato de resistência e uma luta pela autonomia", destacando seu significado histórico como um marco da determinação do povo da Madeira em buscar autogoverno. Apesar de argumentar a favor do dia 4 de abril, Morna acabou votando pela data de 2 de abril.{
Outro crítico da data de 2 de abril foi o economista Miguel Pinto-Correia. Pinto-Correia sugeriu instituir o dia 2 de abril como o "Dia da Autonomia da Região Autónoma da Madeira e das Comunidades Madeirenses", em substituição ao feriado de 1º de julho, tradicionalmente mais vinculado à Região Autónoma em si do que ao momento da chegada dos portugueses ao arquipélago. Ele também propôs a criação de um segundo feriado regional em 12 de setembro, denominado "Dia da Bandeira da Região". Essas alterações buscavam conectar os feriados da Madeira a eventos históricos e simbólicos de grande relevância, representando tanto a trajetória da ilha rumo à autonomia quanto sua identidade regional. O dia 2 de abril seria dedicado à celebração da aprovação da Constituição Portuguesa de 1976, que garantiu à Madeira autonomia política e administrativa, enquanto o dia 12 de setembro homenagearia a bandeira madeirense como um marco de unidade e orgulho regional.

#### Legalidade
Dois advogados madeirenses, João Lizardo e Américo Silva Dias, associados, respetivamente, ao Partido Comunista Português e ao Chega, as emitiram um comunicado a criticar a aprovação de um feriado regional para o dia 2 de abril pela Assembleia Legislativa Regional. Eles apontam que o diploma tem problemas legais, especialmente por não consultar os parceiros sociais, uma exigência no caso de legislação laboral. Argumentam que a criação do feriado desrespeita leis nacionais, incluindo o Código do Trabalho, e que a posição do Representante da República baseia-se em interpretações anteriores do Tribunal Constitucional, que podem não se repetir.
Os advogados lembram que situações semelhantes já foram contestadas pelos tribunais no passado, como ocorreu com o "feriado" de 15/09/2000, e preveem que o mesmo acontecerá agora. Também criticam a falta de atenção aos limites legislativos da autonomia regional, alertando que soluções alternativas poderiam ter evitado o problema.